# Gaetano Braga
Gaetano Braga (Giulianova, Abruços, 9 de juny de 1829 - Milà, Llombardia, 21 de novembre de 1907) fou un compositor italià.
Feu els primers estudis en el Conservatori de Nàpols i fou deixeble de Mercadante. Primer escriví una cantata titulada Saúl, una missa a quatre veus i una òpera, Alina. Viatjà per Itàlia i Àustria on estudià la música alemanya.
Es donà a conèixer a París com a violoncel·lista el 1855. A Viena es representà la seva obra Estella di San Germano, després a Nàpols la seva òpera Il Retretto, i de tornada a París estrena la seva Margherita la Mendicante, que no va tenir cap èxit: en aquesta capital es representaren també Gli Aventuriere, Mormile, Reginella i Caligola.
També va escriure diverses obres per a violoncel i diversos fragments de música religiosa. La seva Leggenda valacca, s'executà molt pels professionals de la música de cambra de l'època.